# Ekaterine Gorgodze
Ekaterine Gorgodze (en géorgien : ეკატერინე გორგოძე) est une joueuse de tennis géorgienne, née le 3 décembre 1991.
Elle a remporté deux titres WTA en double.

## Carrière
Ekaterine Gorgodze a remporté 17 tournois ITF en simple et 29 en double.
En juin 2021, elle atteint sa première finale WTA 125 en double avec la Slovaque Tereza Mihalíková, à l'occasion de l'Open de Bol. En septembre de la même année, elle remporte son premier titre en double dames à ce niveau au côté de la Roumaine Irina Bara, lors de l'Open de Karlsruhe.

## Palmarès

### Titres en double dames
| No | Date       | Nom et lieu du tournoi        | Catégorie | Dotation  | Surface      | Partenaire          | Finalistes                                  | Score            |          |
| -- | ---------- | ----------------------------- | --------- | --------- | ------------ | ------------------- | ------------------------------------------- | ---------------- | -------- |
| 1  | 25-10-2021 | Transylvania Open Cluj-Napoca | WTA 250   | 235 238 $ | Dur (int.)   | Irina Bara          | Aleksandra Krunić Lesley Pattinama-Kerkhove | 4-6, 6-1, [11-9] | Parcours |
| 2  | 11-07-2022 | Hungarian Grand Prix Budapest | WTA 250   | 203 024 € | Terre (ext.) | Oksana Kalashnikova | Katarzyna Piter Kimberley Zimmermann        | 1-6, 6-4, [10-6] | Parcours |

### Finale en double dames
| No | Date       | Nom et lieu du tournoi          | Catégorie | Dotation  | Surface      | Vainqueures                     | Partenaire  | Score     |          |
| -- | ---------- | ------------------------------- | --------- | --------- | ------------ | ------------------------------- | ----------- | --------- | -------- |
| 1  | 22-07-2019 | 30° Palermo Ladies Open Palerme | Intern'l  | 226 750 € | Terre (ext.) | Cornelia Lister Renata Voráčová | Arantxa Rus | 7-62, 6-2 | Parcours |

### Titres en double en WTA 125
| No | Date       | Nom et lieu du tournoi      | Catégorie | Dotation  | Surface      | Partenaire | Finalistes                           | Score            |          |
| -- | ---------- | --------------------------- | --------- | --------- | ------------ | ---------- | ------------------------------------ | ---------------- | -------- |
| 1  | 07-09-2021 | Karlsruhe Open Karlsruhe    | WTA 125   | 115 000 $ | Terre (ext.) | Irina Bara | Katarzyna Piter Mayar Sherif         | 6-3, 2-6, [10-7] | Parcours |
| 2  | 01-11-2021 | Argentina Open Buenos Aires | WTA 125   | 115 000 $ | Terre (ext.) | Irina Bara | María Carlé Déspina Papamichaíl      | 5-7, 7-5, [10-4] | Parcours |
| 3  | 15-11-2021 | Montevideo Open Montevideo  | WTA 125   | 115 000 $ | Terre (ext.) | Irina Bara | Carolina Alves Marina Bassols Ribera | 6-4, 6-3         | Parcours |
| 4  | 28-03-2022 | Andalucia Open Marbella     | WTA 125   | 115 000 $ | Terre (ext.) | Irina Bara | Vivian Heisen Katarzyna Kawa         | 6-4, 3-6, [10-6] | Parcours |

### Finales en double en WTA 125
| No | Date       | Nom et lieu du tournoi        | Catégorie | Dotation  | Surface      | Vainqueures                   | Partenaire        | Score            |          |
| -- | ---------- | ----------------------------- | --------- | --------- | ------------ | ----------------------------- | ----------------- | ---------------- | -------- |
| 1  | 07-06-2021 | Croatia Bol Open Bol          | WTA 125   | 115 000 $ | Terre (ext.) | Aliona Bolsova Katarzyna Kawa | Tereza Mihalíková | 6-1, 4-6, [10-6] | Parcours |
| 2  | 14-07-2025 | ATV Bancomat Tennis Open Rome | WTA 125   | 115 000 $ | Terre (ext.) | Cho I-hsuan Cho Yi-tsen       | Darja Semeņistaja | 4-6, 6-4, [10-6] | Parcours |

## Parcours en Grand Chelem

### En simple dames
| Année | Open d'Australie | Open d'Australie | Internationaux de France | Internationaux de France | Wimbledon       | Wimbledon   | US Open | US Open            |
| ----- | ---------------- | ---------------- | ------------------------ | ------------------------ | --------------- | ----------- | ------- | ------------------ |
| 2018  | —                | —                | —                        | —                        | —               | —           | Q2      | Eugenie Bouchard   |
| 2019  | Q1               | Lucie Hradecká   | Q2                       | Katarina Zavatska        | Q2              | Arantxa Rus | Q1      | Wang Xiyu          |
| 2020  | Q1               | Kaja Juvan       | Q1                       | Sara Errani              | Annulé          | Annulé      | —       | —                  |
| 2021  | Q1               | Jana Fett        | 1er tour (1/64)          | Clara Tauson             | Q2              | Kristie Ahn | Q1      | Lucrezia Stefanini |
| 2022  | Q2               | Kimberly Birrell | Q2                       | Océane Babel             | 1er tour (1/64) | I-C. Begu   | Q1      | Maddison Inglis    |
| 2023  | Q1               | Katie Volynets   |                          |                          |                 |             |         |                    |

N.B. : à droite du résultat se trouve le nom de l'ultime adversaire.

### En double dames
| 2022 | 1er tour (1/32) I.M. Bara \|\| style="text-align:left;" \| M. Bouzková L. Hradecká | 1er tour (1/32) I.M. Bara \|\| style="text-align:left;" \| M. Keys T. Townsend | 1er tour (1/32) I.M. Bara \|\| style="text-align:left;" \| D. Collins D. Krawczyk |  |  |

N.B. : le nom de la partenaire se trouve sous le résultat ; le nom des ultimes adversaires se trouve à droite.

## Parcours en «Premier Mandatory» et «Premier 5»
Les WTA 1000 (à partir de 2021) constituent les catégories d'épreuves les plus prestigieuses, après les quatre levées du Grand Chelem.
| Année |       |              |                |        |                          |        |            |       |             |                 |  |  |
| Doha  | Dubaï | Indian Wells | Miami          | Madrid | Rome                     | Canada | Cincinnati | Pékin |             | Wuhan           |  |  |
| Doha  | Dubaï | Indian Wells | Miami          | Madrid | Rome                     | Canada | Cincinnati | Pékin | Guadalajara |                 |  |  |
| Doha  | Dubaï | Indian Wells | Miami          | Madrid | Rome                     | Canada | Cincinnati | Pékin |             |                 |  |  |
| 2022  |       |              | Hors catégorie |        | 1er tour (1/64) Kalinina |        |            |       |             | Hors calendrier |  |  |

Sous le résultat, l’ultime adversaire.
1. 1 2   Les tournois de Doha et Dubaï alternent le statut de tournoi WTA 1000 (ex Premier 5) entre 2009 et 2023 : les trois premières éditions ont lieu à Dubaï, les trois suivantes à Doha, puis Dubaï accueille le tournoi de cette catégorie les années impaires et Dubaï les années paires. De 2011 à 2023, la ville qui n’accueille pas de WTA 1000 organise à la place un tournoi WTA 500 (ex Premier).
2. 1 2 3 4 5 6 7   L’ordre de déroulement des tournois a évolué depuis 2009 : Rome se dispute avant Madrid et Cincinnati avant Montréal/Toronto jusqu’en 2010, tandis que Tokyo/Wuhan/Guadalajara ont lieu avant Pékin jusqu’en 2023.
3. ↑  Le 1er décembre 2021, le président de la WTA, Steve Simon, annonce que tous les tournois prévus en Chine et à Hong Kong sont suspendus à partir de 2022, en raison de préoccupations concernant la sécurité et le bien-être de la joueuse de tennis chinoise Peng Shuai après ses allégations de relations sexuelles non-consenties avec Zhang Gaoli, membre de haut rang du Parti communiste chinois. Le tournoi de Pékin revient en 2023. Le tournoi de Guadalajara remplace celui de Wuhan pendant deux ans, ce dernier réapparaissant en 2024.

## Classements WTA en fin de saison
| Année          | 2006 | 2007 | 2008 | 2009 | 2010 | 2011 | 2012 | 2013 | 2014 | 2015 | 2016 | 2017 | 2018 | 2019 | 2020 | 2021 | 2022 | 2023 | 2024 |
| Rang en simple | 759  | 810  | 703  | 513  | 610  | 403  | 477  | 523  | 313  | 390  | 270  | 357  | 154  | 210  | 216  | 149  | 168  | 375  | 339  |
| Rang en double | –    | 607  | –    | 393  | 626  | 443  | 250  | 445  | 406  | 155  | 272  | 329  | 252  | 159  | 140  | 69   | 80   | 171  | 243  |

Source : (en) Classements de Ekaterine Gorgodze sur le site officiel de la Fédération internationale de tennis